# Ангако (департамент)
Департамент Ангако  (исп. Departamento de Angaco) — департамент в Аргентине в составе провинции Сан-Хуан.
Территория — 1865 км². Население — 8125 человек. Плотность населения — 4,40 чел./км².
Административный центр — Вилья-Эль-Сальвадор.

## География
Департамент расположен в центральной части провинции Сан-Хуан.
Департамент граничит:
- на севере — с департаментом Хачаль
- на востоке — с департаментом Каусете
- на юге — с департаментом Сан-Мартин
- на западе — с департаментом Альбардон

## Важнейшие населенные пункты[2]
| № | Населённый пункт                                  | Населённый пункт (исп.)                         | Категория | Население чел. (2010) | На карте                        |
| - | ------------------------------------------------- | ----------------------------------------------- | --------- | --------------------- | ------------------------------- |
| 1 | Вилья-Эль-Сальвадор (вкл. Вилья-Сефайр-Талакасто) | Villa El Salvador (inc. Villa Sefair Talacasto) | город     | 4472                  | 31°27′12″ ю. ш. 68°24′20″ з. д. |
| 2 | Лас-Тапьяс                                        | Las Tapias                                      | поселок   | 1563                  | 31°24′26″ ю. ш. 68°23′56″ з. д. |